# Bernd Herzsprung
Bernd Herzsprung (Amburgo, 22 marzo 1942) è un attore tedesco.
Attore attivo principalmente in campo televisivo e teatrale, complessivamente, tra cinema e - soprattutto - televisione, ha partecipato ad una novantina di differenti produzioni, a partire dalla fine degli anni sessanta. Tra i suoi ruoli principali figurano, tra l'altro, quello di Fred Less nella serie televisiva Soko 5113 (1978-2008), quello del Dott. Jörg Sommer nella serie televisiva Amici per la pelle (1994-1996), quello di Paolo nella miniserie televisiva La crociera (2001), ecc.; è inoltre un volto noto al pubblico per essere apparso come guest star in serie televisive quali L'ispettore Derrick e Il commissario Köster/Il commissario Kress (Der Alte).
È l'ex-marito della stilista Barbara Engel e il padre dell'attrice Hannah Herzsprung (avuta dalla Engel).

## Filmografia parziale

### Cinema
- Wilder Reiter GmbH (1967)
- Das fliegende Klassenzimmer (1973)
- Die Zwillinge vom Immenhof (1973)
- Stachel im Fleisch (1981)
- Eine Frau für gewisse Stunden (1985)
- Tödliches Leben (1995)
- Goldene Zeiten (2006)

### Televisione
- Dem Täter auf der Spur - serie TV, 2 episodi (1967-1968)
- Die Unverbesserlichen - serie TV, 1 episodio (1968)
- Polizeirevier 21 - film TV (1968)
- Die Hupe - Eine Schülerzeitung - miniserie TV (1969)
- Polizeifunk ruft - serie TV, 1 episodio (1969)
- Eine Handvoll Brennesseln - film TV (1972)
- Der Kommissar - serie TV, 2 episodi (1972-1975)
- Algebra um acht - serie TV, 1 episodio (1973)
- Sechs unter Millionen - serie TV (1973)
- Die Fälle des Herrn Konstantin - serie TV (1974)
- Der kleine Doktor - serie TV, 1 episodio (1974)
- Telerop 2009 - Es ist noch was zu retten - serie TV, 1 episodio (1974)
- Das ohnmächtige Pferd - film TV (1975)
- Die schöne Marianne - serie TV, 1 episodio (1975)
- L'ispettore Derrick - serie TV, ep. 03x02, regia di Zbyněk Brynych (1976)
- L'ispettore Derrick - serie TV, ep. 03x03, regia di Theodor Grädler (1976)
- Jörg Preda berichtet - serie TV, 2 episodi (1976)
- Ein Fall für Stein - serie TV, 1 episodio (1976)
- Inspektion Lauenstadt - serie TV, 1 episodio (1976)
- Squadra speciale K1 - serie TV, 1 episodio (1976)
- Il commissario Köster/Il commissario Kress (Der Alte) - serie TV, 6 episodi (1978-1994)
- Soko 5113 - serie TV, 115 episodi (1978-2008)
- L'ispettore Derrick - serie TV, ep. 06x09, regia di Helmuth Ashley (1979)
- Appartement für drei - film TV (1979)
- Pension Schöller - film TV (1980)
- L'ispettore Derrick - serie TV, ep. 08x01, regia di Helmuth Ashley (1981)
- Polizeiinspektion 1 - serie TV, 2 episodi (1981-1985)
- Kontakt bitte... - serie TV (1983)
- Kommissariat 9 - serie TV, 1 episodio (1983)
- Tiefe Wasser - miniserie TV (1983)
- Der Tod aus dem Computer - film TV (1985)
- L'ispettore Derrick - serie TV, ep. 13x03, regia di Wolfgang Becker (1986)
- Kommissar Zufall - serie TV (1987)
- Wunschpartner - serie TV (1987)
- L'ispettore Derrick - serie TV, ep. 17x02, regia di Horst Tappert (1990)
- Maxi, bitte kommen - film TV (1990)
- L'ispettore Derrick - serie TV, ep. 19x10, regia di Wolfgang Becker (1992)
- Glückliche Reise - serie TV, 1 episodio (1993)
- Happy Holiday - serie TV, 1 episodio (1993)
- Tisch und Bett - serie TV (1993)
- Ein unvergeßliches Wochenende - serie TV, 1 episodio (1994)
- Hessische Geschichten - serie TV, 1 episodio (1994)
- Die Stadtindianer - serie TV, 1 episodio (1994)
- Amici per la pelle - serie TV, 41 episodi (1994-1996)
- La nave dei sogni - serie TV, 1 episodio (1995)
- Männer sind was Wunderbares - serie TV (1996)
- Tatort - serie TV, 1 episodio (1996)
- Eine Familie zum Küssen - film TV (1997)
- Eine Lüge zuviel - film TV (1998)
- Ich schenk dir meinen Mann - film TV (1998)
- Rosamunde Pilcher - Blüte des Lebens - film TV (1999)
- Der Pfundskerl - serie TV, 1 episodio (2001)
- Die Biester - serie TV, 3 episodi (2001)
- La crociera - miniserie TV (2001)
- Die fabelhaften Schwestern - film TV (2002)
- Die Kristallprinzessin - film TV (2002)
- Ein starkes Team - serie TV, 1 episodio (2002)
- Der Duft des Geldes - film TV (2002)
- Squadra speciale Lipsia - serie TV, 1 episodio (2003)
- Die Sitte - serie TV, 1 episodio (2003)
- In aller Freundschaft - serie TV, 1 episodio (2003)
- Ihr schwerster Fall: Mord am Pool - film TV (2003)
- Das unbezähmbare Herz - film TV (2004)
- SOKO - Misteri tra le montagne - serie TV, 1 episodio (2004)
- Il nostro amico Charly - serie TV, 1 episodio (2004)
- Circle of Life - serie TV, 1 episodio (2004)
- Un caso per due - serie TV, 1 episodio (2004)
- Auf den Spuren der Vergangenheit - film TV (2004)
- Siska - serie TV, 1 episodio (2005)
- Rosamunde Pilcher - Wo die Liebe begann - film TV (2006)
- Ein unverbesserlicher Dickkopf - - film TV (2007)
- Zwei Herzen und zwölf Pfoten - serie TV, 1 episodio (2008)
- 5 stelle (Fünf Sterne) - serie TV, 1 episodio (2008)
- Omicidi nell'alta società - serie TV, 1 episodio (2010)
- Squadra Speciale Stoccarda - serie TV, 1 episodio (2012)

## Doppiatori italiani
- Massimo Lodolo in Soko 5113